# 比勒费尔德旧市场
比勒费尔德旧市场是该市老城区的历史中心。这里曾经是几个古老的城镇房屋的所在地，其中只有建于1680年的巴蒂格别墅的外墙保留至今。经过战争的破坏，它被整合到兰佩银行的新建筑中。虽然它建于巴洛克时期，但仍具有威悉文艺复兴时期的特征。1976年，位于奥本街29号的战损房屋的屋檐被用于邻近的房屋（5号），于1962年拆除，然后在市政建筑院子中存放多年。位于市场西端的克吕威尔住宅，其晚期哥特式的马头墙可以追溯到1530年。北侧为旧市政厅，今称布吕克宫。其中，旧市场剧院就设在这里。这座在战后重建的建筑仍然包含中世纪晚期建筑的遗迹。
旧市场是多条交通干道的终/起点。从1900年到1927年，这两条街都是由有轨电车一号线提供服务。这辆电车以一个急转弯的方式驶过广场的一小段距离。

从1963年到2005年，水星喷泉矗立在旧市场。在重新设计步行区的过程中，它被移到了美居酒店前的布内曼广场。一个新的喷泉取代了水星喷泉。几家有户外餐饮的咖啡馆使该广场成为城市中最受欢迎的地方之一。在圣诞节前，这里是比勒费尔德圣诞市场的中心部分，周六还有一个花卉市场。

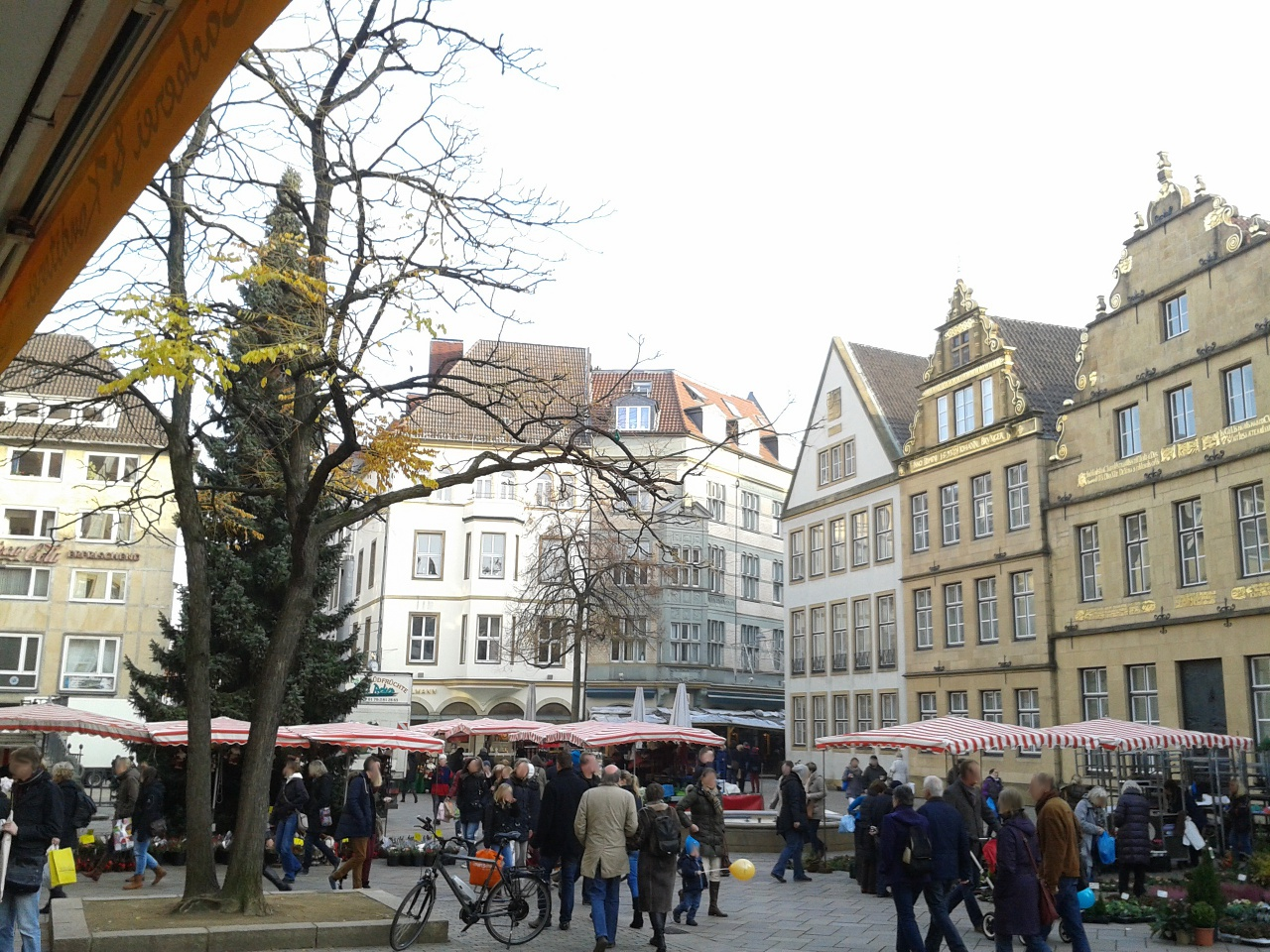
周六花市
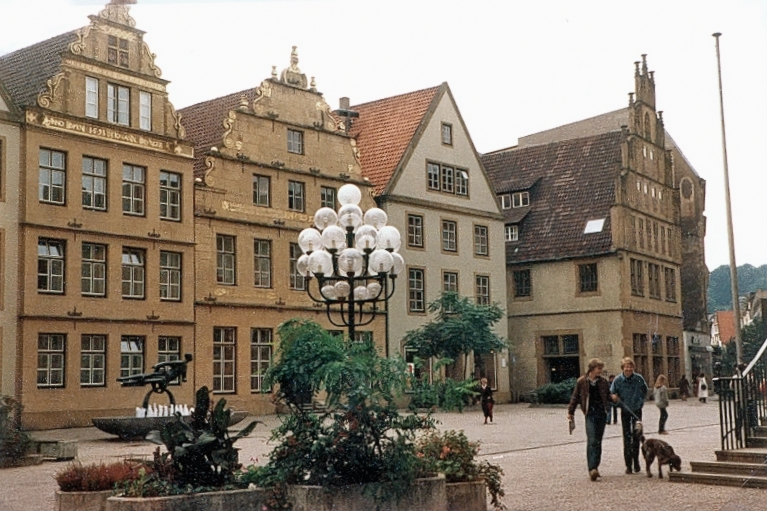
旧市场
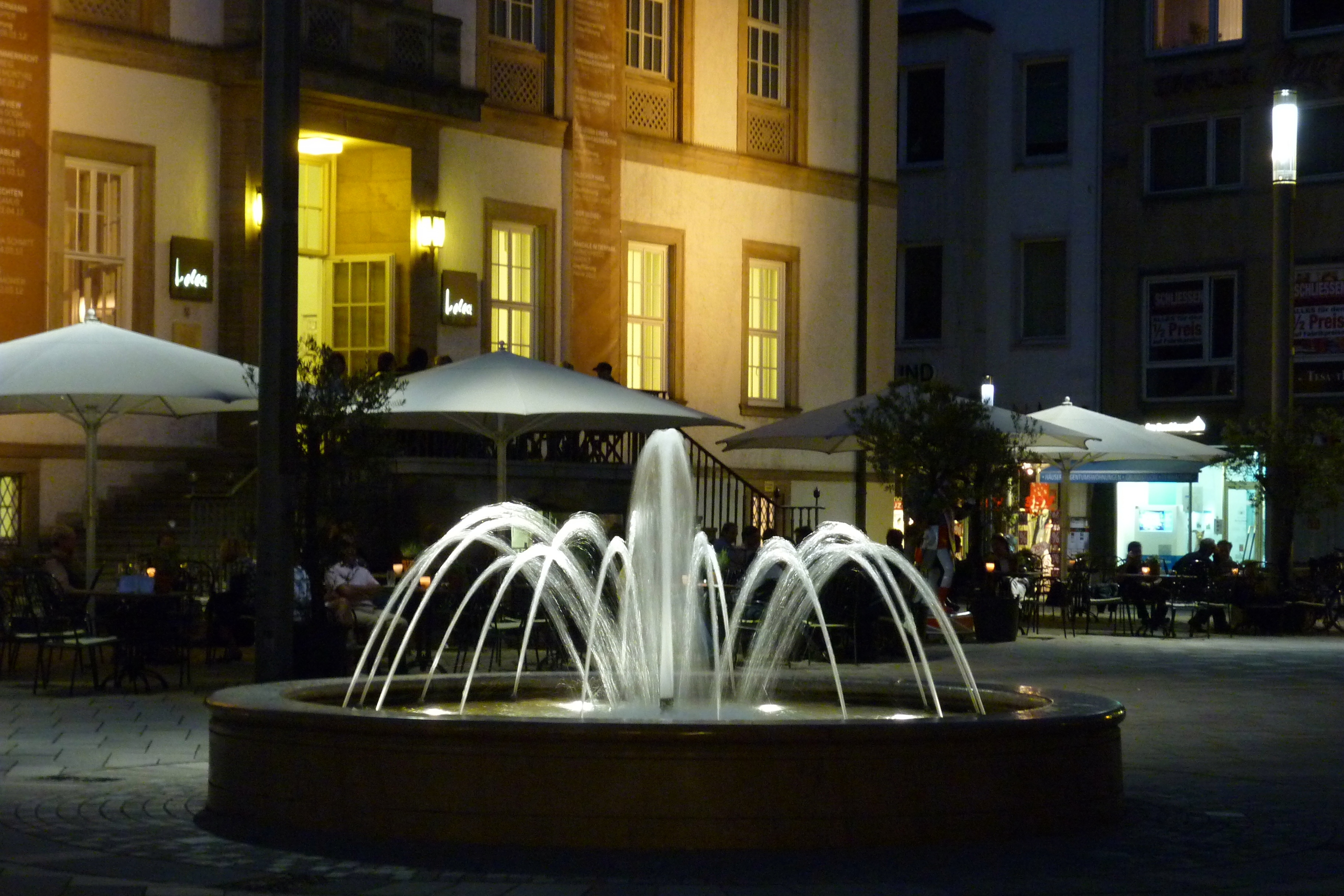
发光的喷泉，背景是旧市场剧院。
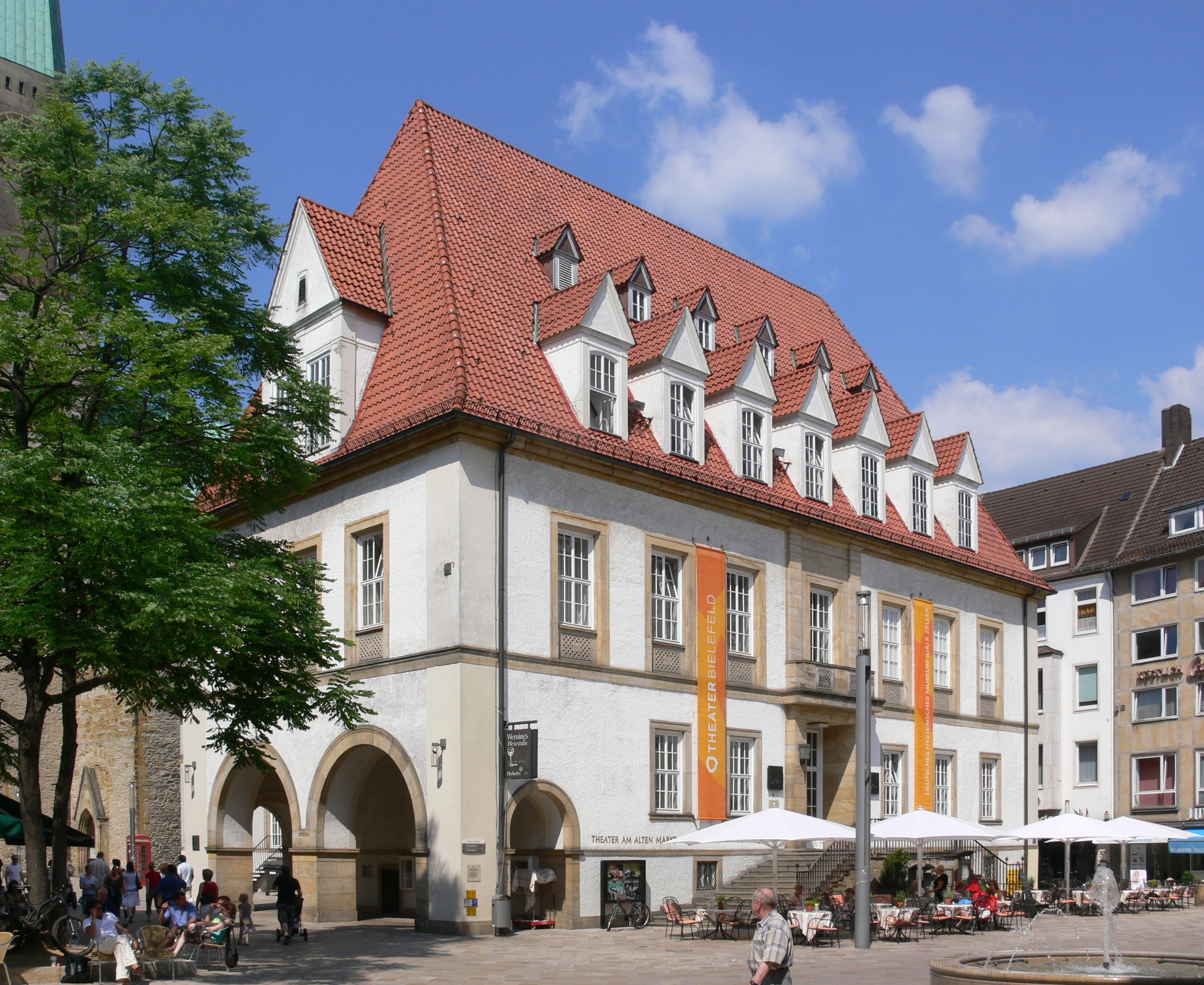
旧市场剧院